# Mru (Sprache)

Sprache in Bangladesch

Mru ist eine Tibeto-Birmanische Sprache, die als Einzelsprache in Bangladesch anerkannt ist.
Die Sprache Mru wird von der Gemeinschaft der Mru gesprochen, die Hügel von Chittagong und Teile von Birma bewohnen. Im Distrikt Bandarban stellen die Mru die zweitgrößte Gruppe dar. Eine weitere, etwas kleinere Gruppe der Mru lebt im Distrikt Rangamati. 
Die Sprache Mru wird von der UNESCO zu den aussterbenden Sprachen gezählt. Sie ist eine der Tibetobirmanische Sprachen und hat manche Beziehungen zum Birmanischen. 